# Bob Bradley
Robert Frank, Bob, Bradley (Montclair, Nueva Jersey, Estados Unidos; 3 de marzo de 1958) es un entrenador de fútbol estadounidense. Actualmente dirige al Stabæk.
Nacido en Nueva Jersey y graduado de la Universidad de Princeton, Bradley entrenó en el juego universitario estadounidense y en la Major League Soccer (MLS), dirigiendo al Chicago Fire, MetroStars y Chivas USA durante nueve temporadas. En 2006, fue nombrado entrenador de la selección masculina de Estados Unidos, ganando la Copa Oro de la Concacaf en 2007 y finalizando subcampeón en 2009 y 2011, así como en la Copa FIFA Confederaciones 2009. Su equipo también llegó a los octavos de final de la Copa Mundial de la FIFA 2010. Luego dirigió a Egipto.
Luego se convirtió en el primer estadounidense en dirigir un equipo en una primera división europea con el Stabæk de Noruega en 2014. Pasó al club francés Le Havre y al Swansea City galés, convirtiéndose en el primer estadounidense en dirigir un club de la Premier League, pero fue despedido menos de tres meses después. Regresó a la MLS, dirigiendo a Los Ángeles FC y Toronto FC.

## Trayectoria

#### Inicios
Bradley dirigió a varios equipos universitarios en los años ochenta y noventa, más notablemente el equipo de la Universidad de Princeton; además de varios clubes de la MLS y la selección sub-23 de los Estados Unidos. Destacar que ganó un título de liga y dos Copas Abiertas de Estados Unidos de manera sucesiva con el Chicago Fire, antes de pasar al banquillo del MetroStars (actual New York Red Bulls).

#### Estados Unidos
Bradley fue asistente técnico del entrenador de la selección absoluta de los Estados Unidos, Bruce Arena, hasta su destitución después de la Copa Mundial de Fútbol de 2006. Luego de pasar fugazmente por Chivas USA, Bradley se hizo cargo de la selección nacional estadounidense de forma interina a finales de 2006. Al frente del combinado estadounidense, ganó la Copa de Oro de la CONCACAF en 2007, obtuvo el subcampeonato de la Copa Confederaciones de 2009 (perdió 2-3 ante Brasil) y llegó a los octavos de final de la Copa Mundial de Fútbol de 2010, donde cayó en la prórroga ante Ghana. Fue destituido en julio de 2011, tras perder la final de la Copa de Oro ante México.

#### Egipto
En septiembre de 2011, firmó como nuevo seleccionador de Egipto. Logró llevar al equipo árabe a la última ronda de la clasificación para la Copa del Mundo de la CAF frente Ghana, pero al quedar fuera en forma categórica, Bradley fue destituido en noviembre de 2013.

#### Stabæk
Poco después de su destitución en Egipto, Bradley fue fichado como entrenador del Stabæk IF de la Tippeligaen de Noruega, convirtiéndose así en el único entrenador estadounidense en dirigir un club de primera división en Europa por aquel entonces. Llevó al conjunto nórdico al tercer puesto del torneo doméstico, clasificándose para la Liga Europea de la UEFA.

#### Le Havre
En noviembre de 2015, Bradley se convirtió en el nuevo técnico del Le Havre Athletic Club de la Ligue 2, firmando un contrato de dos años. El equipo francés, que entonces ocupaba la cuarta posición tras 14 jornadas, terminó el campeonato en idéntica situación, privado del ascenso por un solo gol.

#### Swansea City
En octubre de 2016, Bradley se desvinculó del Le Havre para reemplazar a Francesco Guidolin al frente del Swansea City de la Premier League. En diciembre de 2016, tras sumar sólo 2 victorias en 11 partidos, Bradley fue despedido, dejando al conjunto galés como 19.º clasificado de la Premier League (igual que a su llegada).

#### Los Angeles FC
El 27 de julio de 2017, Bradley fue anunciado como el primer entrenador del equipo para la temporada inaugural de Los Angeles FC, un equipo de expansión de la MLS que comenzó a jugar en la temporada 2018. El 4 de marzo de 2018, debutaron con victoria por 1-0 ante Seattle Sounders. Durante el tiempo de Bradley, estableció a LAFC como un club líder en la liga, guiando al club a la postemporada en sus primeras tres temporadas de existencia. En 2019, el equipo acumuló la mayor cantidad de puntos en ese momento en la historia de la MLS con 72, ganando el Supporters' Shield en el proceso. El club perdería ante Seattle Sounders en la final de conferencia de ese año por 2-1. El 18 de noviembre de 2021, once días después de que LAFC no se clasificara para los playoffs por primera vez, Bradley dejaría su cargo de mutuo acuerdo.

#### Toronto FC
El 24 de noviembre de 2021, Bradley fue anunciado como entrenador y director deportivo del Toronto FC, reuniéndose con su hijo Michael, quien ha sido el capitán del club desde 2015. El club ganaría el Campeonato Canadiense 2020 retrasado el 5 de junio de 2022, con una victoria en la tanda de penaltis frente al Forge FC en Hamilton, Ontario. El mes siguiente, perdieron la edición 2022 ante el Vancouver Whitecaps en los penales. El 26 de junio de 2023, el club anunció que se había separado de Bradley después de dejar al equipo canadiense en los últimos lugares de la MLS.

#### Nueva etapa en Stabæk
El 11 de septiembre de 2023, fue oficializado nuevamente como entrenador del Stabæk IF de la Tippeligaen de Noruega.

## Vida personal
Bob Bradley es el mayor de tres hermanos. El hermano del medio, Scott, jugó para los Seattle Mariners y otros tres equipos de las Grandes Ligas de Béisbol en las décadas de 1980 y 1990, y es el actual entrenador de béisbol de la Universidad de Princeton. El más joven, Jeff, es un periodista deportivo que ha trabajado para ESPN y el New York Daily News.
Bradley está casado con Lindsay (de soltera Sheehan), exjugadora de lacrosse de la Universidad de Virginia. Su hijo, Michael, fue reclutado por los MetroStars en el SuperDraft de la MLS 2004 y jugó en la Eredivisie, la Bundesliga, la Premier League y Serie A antes de ser transferido al Toronto FC en enero de 2014. Bob también tiene una hija llamada Ryan, que está casada con Andy Rose, un exjugador de fútbol profesional del Vancouver Whitecaps.

## Estadísticas como entrenador
| Club                        | País           | Año       | PJ  | PG  | PE  | PP  | Efectividad |
| --------------------------- | -------------- | --------- | --- | --- | --- | --- | ----------- |
| Chicago Fire                | Estados Unidos | 1998-2002 | 197 | 103 | 33  | 61  | 57.86%      |
| MetroStars                  | Estados Unidos | 2002-2005 | 100 | 36  | 27  | 37  | 45%         |
| Chivas USA                  | Estados Unidos | 2005-2006 | 35  | 11  | 14  | 10  | 44.76%      |
| Selección de Estados Unidos | Estados Unidos | 2006-2011 | 80  | 43  | 12  | 25  | 58.75%      |
| Selección de Egipto         | Egipto         | 2011-2013 | 36  | 22  | 6   | 8   | 66.67%      |
| Stabæk                      | Noruega        | 2014-2015 | 72  | 38  | 11  | 23  | 57.87%      |
| Le Havre                    | Francia        | 2015-2016 | 37  | 17  | 10  | 10  | 54.96%      |
| Swansea City                | Gales          | 2016      | 11  | 2   | 2   | 7   | 24.24%      |
| Los Angeles FC              | Estados Unidos | 2017-2021 | 142 | 68  | 34  | 40  | 55.87%      |
| Toronto FC                  | Canadá         | 2021-2023 | 59  | 14  | 19  | 26  | 34.46%      |
| Stabaek                     | Noruega        | 2023-act. | 10  | 3   | 4   | 3   | 43.33%      |
| Total                       | Total          | Total     | 779 | 357 | 172 | 250 | 53.19%      |

## Palmarés

#### Campeonatos nacionales
| Título                 | Club           | País           | Año  |
| ---------------------- | -------------- | -------------- | ---- |
| MLS Cup                | Chicago Fire   | Estados Unidos | 1998 |
| U.S. Open Cup          | Chicago Fire   | Estados Unidos | 1998 |
| U.S. Open Cup          | Chicago Fire   | Estados Unidos | 2000 |
| MLS Supporters' Shield | Los Angeles FC | Estados Unidos | 2019 |
| Campeonato Canadiense  | Toronto FC     | Canadá         | 2020 |

#### Campeonatos internacionales
| Título                     | Club           | País           | Año  |
| -------------------------- | -------------- | -------------- | ---- |
| Copa de Oro de la Concacaf | Estados Unidos | Estados Unidos | 2007 |

#### Distinciones individuales
| Distinción                                   | Año  |
| -------------------------------------------- | ---- |
| Entrenador del año de la Major League Soccer | 1998 |
| Entrenador del año de la Major League Soccer | 2006 |

#### Otros logros
- Subcampeón con la selección de los Estados Unidos en la Copa FIFA Confederaciones 2009.